# Ptinus coquereli
Ptinus coquereli là một loài bọ cánh cứng trong họ Ptinidae. Loài này được Peyron miêu tả khoa học năm 1877.